# حولي (لباس)
الحولي هو زي تقليدي يرتديه أساسًا النساء في ليبيا وتونس، ويُعتبر من أبرز رموز هوية ثقافة تراث شعبي في ليبيا وتونس. يتكون الحولي من قطعة قماش كبيرة تُلف حول الجسم بأسلوب خاص، وغالبًا ما تُزين بزخارف تقليدية ويثبتها مشبك معدني يُعرف بخلال. ينتشر استعمال الحولي خصوصًا في المناسبات الدينية والاجتماعية مثل أعراس وأعياد، وقد ظل يُنتج يدويًا عبر الأجيال باستخدام النول اليدوي، ما يجعله رمزًا للصناعات التقليدية والحرفية في البلدين.

## في ليبيا

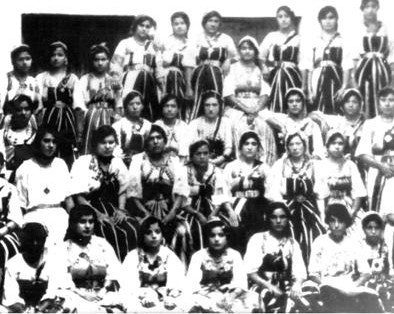
فتيات ليبيات يرتدين الحولي في طرابلس خلال ثلاثينيات القرن العشرين.

الحولي الليبي هو لباس تقليدي نسائي منتشر في أغلب المدن الليبية، خاصة طرابلس والخمس وبني وليد ومصراتة وزليتن والزاوية، ويتكوّن من قطعة قماش كبيرة من حرير أو قطن تُلف حول الجسد وتُثبت عند الكتف بواسطة خلال من الفضة أو الذهب. لا يزال الحولي يُلبس في المناسبات الدينية والوطنية، وفي جهاز العروس الليبية، وهو يُعبّر عن الانتماء للتراث. وتُقام عروض أزياء تقليدية تُبرز فيه الحولي، كما يُعرض في المتاحف الثقافية في ليبيا. وثّقت الكاتبة البريطانية "مس تولي" خلال إقامتها في طرابلس (1783–1795) تفاصيل ارتداء النساء الحولي وتزيينه بالخلال والذهب.
يُعتقد أن الحولي الليبي يعود إلى العصور القديمة، حيث وردت أوصاف مشابهة له في كتابات هيرودوت الذي ذكر أن نساء الليبيات كنّ يرتدين أثوابًا طويلة مزخرفة. كما تظهر رسومات على المعابد المصرية القديمة توضح نساء بملابس مشابهة، ما يدل على جذور مشتركة بين المجتمعات الليبية المصرية. يصنع الحولي يدويًا باستخدام نول خشبي، ويُعدّ من الصناعات الحرفية الليبية المتوارثة. وتشتهر أسواق طرابلس القديمة مثل "سوق الحرير" و"سوق الفنيدقة" بإنتاجه وبيعه.
من الحولي الليبي عدة أنواع تختلف في التصميم والنقش واللون، منها:
- حولي الحصيرة – يُستخدم في أعراس، وهو الأقدم والأكثر قيمة.
- حولي حب الرمان – باللون الأحمر ونقوش تشبه الرمان.
- حولي بوخطة وبوخطين – يتميز بخطوط طولية أو عرضية.
- حولي المور – يستخدم ألوانًا داكنة ونقوشًا خاصة.

## في تونس
الحولي التونسي هو لباس تقليدي للنساء، ينتشر خاصة في الجنوب التونسي، لا سيما في جزيرة جربة ومدنين والمناطق المجاورة، ويُعرف محليًا أيضًا باسم "الملحفة" أو "الفوطة" أو "الحرام". ويُشبه إلى حد كبير الحولي الليبي نتيجة التداخل الجغرافي والهجرات التاريخية المتبادلة.
يُشير المؤرخ التونسي صلاح الدين التلاتلي إلى أن الحولي دخل الجنوب التونسي من ليبيا، وتحوّر في الأسماء وطريقة الارتداء، مع الحفاظ على الجوهر ذاته. كما أكدت جمعية صيانة جزيرة جربة أن الحولي يُعدّ جزءًا من تراث المنطقة التقليدي منذ قرون، خاصة بين نساء البربر والعرب على حد سواء. الحولي التونسي قطعة قماش مستطيلة يراوح طولها بين 120–140 سم، والعرض بين 300–400 سم. يُلف حول الجسد وتثبيته بخيوط أو دبابيس، وتُزينه أحيانًا تطريزات يدوية أو زخارف تقليدية. لا يزال يُرتدى الحولي في المناسبات التقليدية مثل الأعراس والمهرجانات الثقافية، وتُحيي بعض الجمعيات في الجنوب التونسي فنون صناعته وحياكته يدويًا.